# الأزمة الدستورية في هندوراس في العام 2009
كانت الأزمة الدستورية في هندوراس في العام 2009  خلافًا سياسيًا متعلّقًا بدستور هندوراس، فيما إذا يتوجب إعادة كتابته أو اعتماد دستور جديد تمامًا.
أراد رئيس هندوراس مانويل زيلايا عقْد استفتاء عام على الجمعية التأسيسية لتغيير الدستور. اعتبرت غالبية الحكومة، بما في ذلك المحكمة العليا وشخصيات بارزة في حزب زيلايا نفسه، أن هذه الخطط ليست دستورية لأنها قد تمهّد الطريق إلى إعادة انتخاب الرئيس، وهو الأمر المحظور أبدًا بموجب دستور هندوراس. أيدت المحكمة العليا في هندوراس أمرًا قضائيًا صادرًا عن محكمة أدنى ضد استفتاء 28 يونيو. بالرغم من ذلك، لم تكن العملية الدستورية للتعامل مع ذلك واضحة تمامًا؛ إذ لم يكن هناك إجراءات محددة لعزل رئيس حالي أو مقاضاته. بلغت الأزمة ذروتها عند تنفيذ الجيش الهندوراسي انقلابًا عسكريًا أدّى إلى إقالة ونفي الرئيس الهندوراسي مانويل زيلايا.
في صباح يوم 28 يونيو 2009، اقتحم قُرابة 100 جندي منزل الرئيس في تيغوسيغالبا ووضعوه على متن طائرة اتجهت إلى سان خوسيه، في كوستاريكا. فور وصوله، وصف زيلايا ذلك الإجراء بأنه «انقلاب». في وقت لاحق من اليوم نفسه، صوّت الكونغرس الوطني على عزل زيلايا من منصبه، بعد أن قُرئت أمام المجلس دون اعتراض رسالة استقالة مزعومة. صرّح زيلايا أن الرسالة كانت مزورة. أدى روبرتو ميشيليتي، رئيس الكونغرس والتالي في التسلسل الرئاسي، أدى اليمين بوصفه رئيسًا مؤقتًا وأعلن «حالة الاستثناء» في البلاد، ما أفضى إلى تعليق الحريات المدنية في 1 يوليو، وفرض حظر تجوال بصور متعددة، كان بعضها في جميع أنحاء البلاد.

## حالة الطوارئ
في 21 سبتمبر 2009، تمكن زيلايا من العودة إلى هندوراس سرًا، بعد أن أُحبطت عدة محاولات سابقة للعودة. أُعلن عن وجود زيلايا في السفارة البرازيلية في تيغوسيغالبا. في اليوم التالي، أعلنت حكومة ميشيليتي حالة الطوارئ وعلّقت خمسة حقوق دستورية لمدة 45 يومًا، ولا سيّما:
- الحرية الشخصية (المادة 69)،
- حرية التعبير (المادة 72)،
- حرية التنقل (المادة 81)،
- الأمر بالمثول أمام القضاء (المادة 84)،
- حرية التنظيم والتجمّع.[18][19]

في 19 أكتوبر 2009، أُعلن عن إلغاء المرسوم الذي علّق حقوق الإنسان رسميًا في جريدة لا غاسيتا الرسمية.

## ردود الأفعال
قوبلت هذه الأحداث بإدانات واسعة النطاق باعتبارها انقلابًا. أدانت الأمم المتحدة، ومنظمة الدول الأمريكية، والاتحاد الأوروبي عزل زيلايا بوصفه انقلابًا عسكريًا، وإلى الآن لم تُسحب بعض هذه الإدانات. شجبت منظمة الدول الأمريكية سعي هندوراس إلى الانسحاب من المنظمة ثم علقت عضوية هندوراس في اليوم التالي. ظل الرأي العام الداخلي منقسمًا إلى حد بعيد، تجلّى ذلك في انطلاق مظاهرات مؤيدة لزيلايا وأخرى معارضة له.
أدت المساعي التي بذلها كلّ مِن الرئيس الكوستاريكي أوسكار أرياس سانشيز والولايات المتحدة  لإيجاد حل دبلوماسي بين ميشيليتي وزيلايا إلى مقترَح أوليّ قدمه الرئيس أرياس يقضي بعودة زيلايا إلى سدّة الرئاسة، إنمّا بسلطات محدودة. كما نصّ مقترح أرياس على إصدار عفو سياسي وتأجيل الانتخابات العامة في هندوراس لمدة أقصاها شهر، مما يعني عقدها في أكتوبر. دعمت الولايات المتحدة اتفاق سان خوسيه، لكن المفاوضات فشلت في نهاية المطاف. إذ لم يُبدِ الطرفان استعدادهما للتوصل إلى أي اتفاق دائم.

## الانتخابات
أصرّ زيلايا (الذي انتُخب في يناير 2006) على ألا تكون انتخابات 29 نوفمبر شرطًا مسبقًا لعودته إلى السلطة.
رفض المسؤولون الهندوراس عودة زيلايا إلى منصبه، وعلّقوا ذلك بنتائج الانتخابات، لكن الدعم الدولي للانتخابات بقي في حده الأدنى قبل عملية الاقتراع. سعى العديد من الهندوراس إلى تجاوز الأزمة عبر صناديق الانتخابات، والتي تقررت قبل عزل زيلايا. دعا زيلايا الناخبين إلى مقاطعة الانتخابات.
أشارت التقارير الأولية إلى إقبال انتخابي أكبر من المعتاد، ما يقارب 60%، وهو رقم صُحّح لاحقًا إلى نسبة 49%. شكك زيلايا بهذه الأرقام في حينه. أنهى بعض الناشطون الهندوراس احتجاجاتهم اليومية المطالبة بإعادة زيلايا إلى منصبه نظرًا لعزله عبر انقلاب، وذلك بعد أن صوّت الكونغرس على إبقاء مانويل زيلايا خارج منصب الرئاسة.
شارفت الأزمة على نهايتها مع تنصيب الرئيس المنتخب حديثًا، بورفيريو لوبو سوسا، في 27 يناير 2010. على إثر اتفاق معه، سُمح لزيلايا بمغادرة السفارة البرازيلية ليذهب إلى منفاه في جمهورية الدومينيكان.

## خلفية

### الانقسام السياسي والاجتماعي والاقتصادي في هندوراس
يعيش ثلثا مواطني هندوراس تحت خط الفقر، وتبلغ نسبة البطالة 28% تقريبًا. وتُعتبر هندوراس واحدةً من أسوأ دول أمريكا اللاتينية من حيث توزيع الثروة غير العادل: إذ تحصل نسبة 10% الأفقر من السكان على 1.2% فقط من ثروات البلاد، في حين تحصل 10% من الشريحة السكانية الأغنى في البلاد على 42% من ثرواتها. تأتي نسبة تقارب الـ20% من الناتج المحلي الإجمالي للدولة من تحويلات العمال خارج البلاد. ذكرت البي بي سي أن التفاوت الاقتصادي الهائل في البلد الفقير هو أحد أسباب توتر العلاقات بين الرئيس والمؤسسات الأخرى، وإلى أن إجراءاته ذات الميول اليسارية أثارت قلق بعض القطاعات.
دفع زيلايا لعقد استفتاء عام، وأصر على أن الفقر المدقع في هندوراس نابعٌ مِن الدستور الذي كُتب في العام 1982 في ذروة فترة القمع الوحشي لليساريين في البلاد –وهو ما يجيّر قواعد اللعبة السياسية لصالح أقوى العائلات واللوبيات.
يزعم أنصار زيلايا، ومعظمهم من أعضاء النقابات العمالية والطبقات الفقيرة، أن كبار رجال الأعمال المحافظين يشعرون بالذعر الحقيقي بسبب رفع زيلايا الحد الأدنى للأجور بشكل كبير. صرح وزير الداخلية السابق في حكومة زيلايا، فيكتور ميزا قائلًا أن: «الانطباع الذي ظل عالقًا في ذهن الطبقة السياسية التقليدية ومع كبار رجال الأعمال من ذوي الميول المحافظة أكثر أن زيلايا قد اتخذ تحولًا خطيرًا نحو اليسار، وبالتالي فإن مصالحهم قد تعرّضت للخطر». وأضاف: «لقد أسأنا التقدير بخصوص درجة تأصّل العقيدة المحافِظة لدى الطبقة السياسية والقيادة العسكرية في هندوراس». في حين ذكر جون دوناغي من منظمة كاريتاز أن الصراع الحقيقي الدائر في هندوراس هو بين الفقراء والأثرياء: «نحن أمام نظام أبقى الفقراء في ظروف مُزرية طوال سنوات». بالنسبة لبعض أفراد الطبقة العليا الأقلية في هندوراس، فقد أُطيح بزيلايا بسبب تحالفه اليساري النامي مع الرئيس الفنزويلي هوغو شافيز، وهو ما رأوا فيه تهديدًا لمصالحهم. بالنسبة للطبقة العاملة، اعتبروا أن زيلايا قد عُزل من منصبه انطلاقًا من شعور النخبة بالتهديد بسبب جهوده لتحسين ظروف حياة الطبقة العاملة -لا سيّما بعد زيادة 60% في الحد الأدنى للأجور إلى ما يقارب 9.60 دولارًا أمريكيًا في اليوم من 6 دولارات تقريبًا في اليوم. يُذكر أن بعض الذين شاركوا في المظاهرات المؤيدة لزيلايا لم يسبق لهم التصويت له مطلقًا.